# 梓潼街道
梓潼街道，是中华人民共和国重庆市潼南区下辖的一个乡镇级行政单位。

## 行政区划
梓潼街道下辖以下地区：
大桥社区、岩湾社区、李家祠社区、豆芽湾社区、纪念碑社区、碉楼坡社区、接龙桥社区、前进村、新生村、丰产村、卫星村、胜利村、文家村、八里村、火盆村、石碾村、高梯村、石盘村、哨楼村、云谷村、祁佛村、大坪村、五郎村、李台村、罗家村、青岩村和奇龙村。